# .bl
.bl is het topleveldomein toegewezen aan Saint-Barthélemy, als gevolg van de beslissing van 21 september 2007 door de onderhoudsinstelling van ISO 3166 om bl toe te wijzen als de ISO 3166-1 alpha-2 code voor dit eiland. De beslissing volgt op de nieuwe status van Saint-Barthélemy als een overzeese gemeenschap (collectivité d'outre-mer) van Frankrijk die in werking trad op 15 juli 2007. Anno 2025 is het domein nog niet in gebruik en gebruikt Saint Barthélemy nog altijd de ccTLD van Guadeloupe (.gp) en Frankrijk (.fr).  Een eventuele ingebruikname hangt af van een beslissing van de Franse regering een registrar aan te wijzen. Zolang dit niet gebeurd is, zal de extensie .bl niet aan de DNS root zone toegevoegd worden en is het technisch en administratief onmogelijk een .bl domein te registreren.